# Maximilian Bayer
Pour les articles homonymes, voir Bayer.
Maximilian Gustav Stephan Bayer (1872-1917) fut un officier allemand, un des fondateurs du mouvement scout en Allemagne.

## Biographie
Il est né le 11 mai 1872 à Karlsruhe d'un père militaire ayant fait la guerre de 1870 dans le 112e régiment d'infanterie (de). Il est cadet en 1887 et entre au 97e régiment d'infanterie en 1891. Puis il passe dans la Kriegsakademie de Berlin.
Entre 1904 et 1905 est volontaire pour servir en Namibie; souffrant il rentre en Allemagne. C'est là qu'il rencontre Alexandre Lion, le médecin qui le soigne et l'initie aux valeurs du scoutisme. Il entame en 1915-1916 les cours de formation au  27ebataillon léger prussien.
 C'est le créateur du scoutisme allemand (deutsche Pfadfinderbund) avec Alexandre Lion. Il a écrit plusieurs articles dans son livre Pfadfinderbuchia, nature (Natur), techniques de scoutisme (Pfadfindertechniken) et Patrie (Vaterland).
 Maximilian Bayer crée en 1911 le mouvement première patrouille (Reichsfeldmeister).
En 1915 participe à la création d'une patrouille turque sur les mêmes critères.
Le 4 janvier 1917 «sa majesté l'Empereur m'a confié le régiment »; il incorpore le 259e (ou 453e) régiment d'infanterie durant la Première Guerre mondiale, il meurt au combat le 25 octobre 1917 à Nomeny, en France, frappé d'une balle dans le cou.